# لیونگ کوون چونگ
لیونگ کوون چونگ (انگلیسی: Leung Kwun Chung؛ زادهٔ ۱ آوریل ۱۹۹۲) بازیکن فوتبال اهل هنگ کنگ است.
از باشگاه‌هایی که در آن بازی کرده‌است می‌توان به اشاره کرد.
وی همچنین در تیم‌های ملی فوتبال زیر ۲۳ سال هنگ کنگ و هنگ کنگ بازی کرده‌است.